# غولتان كيشاناك
غولتان كيشاناك (بالتركية: Gültan Kışanak) (* 15 يونيو 1961) هي سياسية تركية من حزب السلام والديمقراطية في تركيا. هي كردية من إلازِغ.

## التعليم
بدأت الدراسة في كلية التربية بجامعة دجلة عام 1978 لكنها اعتقلت عام 1980 وسجنت في سجن ديار بكر لمدة عامين. وبحسب روايتها الخاصة، اضطرت للبقاء في بيت الكلب في مأمور السجن لمدة شهرين لأنها رفضت الوقوف في حضوره. بدأت دراسة الصحافة في جامعة إيجه في أزمير، في عام 1986. في 16 مارس 1988 اعتقلت وهي تحتج على هجوم صدام حسين على حلبجة. أطلق سراحها بعد عام واحد. بعد إطلاق سراحها، تخرجت عام 1990.

## مهنة الصحافة
من عام 1990 إلى عام 1992 كتبت في صحيفة Yeni kelke ‏. بعد ذلك عملت كمحرر رئيسي أو منسق تحريري أو مدير أخبار في مجموعة متنوعة من الصحف من 1990 إلى 2004.

## الحياة السياسية
في عام 2004، أصبحت مستشارة للسياسة الاجتماعية في بلدية باغلار في ديار بكر. شاركت في بيت كارديلين للنساء في ديار بكر. وقفت بنجاح كمرشحة مستقلة داخل تحالف حزب المجتمع الديمقراطي دعم تحالف ألف مرشح أمل في الانتخابات البرلمانية لعام 2007 في تركيا وأصبحت عضوًا في البرلمان لديار بكر. وخلال الحملة نقلت عنها قولها: «هذه الانتخابات مهمة لأن تركيا على مفترق طرق. إما أنها ستختار تطوير بدائل ديمقراطية أو ستعيد السياسات القمعية إلى جدول الأعمال. نأمل أن تخرج القوى الديمقراطية من هذه الانتخابات أقوى بكثير وتساعد على إرساء خيارات الحوار الديمقراطي والسلام. سنبحث عن الحلول ليس في العنف، ولكن في البرلمان».
في بداية عام 2009، أفيد أنها أعدت مشروع قانون لتمكين استخدام اللغة الكردية في الأماكن العامة. بالنسبة للانتخابات البرلمانية في عام 2011، تم انتخابها كمرشحة مستقلة من جنوب شرق محافظة سعرد.
في عام 2014 تم انتخابها عمدة ديار بكر. في 25 أكتوبر 2016، احتجزتها السلطات التركية، وكذلك العمدة المشارك فيرات أنلي، «بتهم ضعيفة بشأن الانتماء إلى حزب العمال الكردستاني». أمرت الحكومة التركية بتعطيل الإنترنت عمومًا بعد الاعتقال. ومع ذلك، في 26 أكتوبر، طالب عدة آلاف من المتظاهرين في مبنى ديار بكر بإطلاق سراح العُمَدْ. في نوفمبر، طالب المدّعون العامون بالسجن لمدة 230 عامًا لكيشاناك. في فبراير 2019، حُكم عليها بالسجن 14 عامًا و3 أشهر بتهمة «كونها عضوًا في منظمة إرهابية» و«الدعاية لمنظمة إرهابية». في السجن، استأنفت الكتابة مرة أخرى، وكتبت كتاب The Color Purple of Kurdish Politics عن النساء في السياسة. هي محتجزة حاليًا في سجن من نوع F-Type في بكانديرا في محافظة قوجه ايلي.

## أفلام
ظهرت في فيلم 2008 «يا لها من ديمقراطية جميلة» حول نضال المرأة التركية للترشح للبرلمان.
تمت مقابلتها أيضًا لفيلم Hevî من Yüksel Yavuz.